# Alain Bergala
Alain Bergala (francouzsky: [bɛʁgala]; * 8. srpna 1943) je francouzský filmový kritik, esejista, scenárista a režisér.
Bývalý redaktor časopisu Cahiers du cinéma je známý především jako specialista na dílo francouzského režiséra Jeana-Luca Godarda.
Jako pedagog působil na univerzitě v Paříži III: Sorbonne Nouvelle a na La Fémis. V roce 2000 se stal filmovým poradcem ministra Jacka Langa, se kterým spolupracoval zapojení umění ve vzdělávacím systému, zejména oblasti filmové výchovy.
V roce 2003 vydal svou nejvlivnější knihu o zapojení filmu do výuky a vzdělávacího procesu Hypotéza filmu (L`Hypotese de la Cinéma).
Svůj první celovečerní film režíroval v roce 1982.

## Filmografie
- 1983: Faux fuyants (společně s: Jean-Pierre Limosinem)
- 1987: Où que tu sois
- 1995: Cesare Pavese (část seriálu Un siècle d'écrivains)
- 1997: Fernand Léger, motivy d'une vie
- 1998: D'Angèle à Toni

## Publikace
- Knihy od Alaina Bergaly v Knihách Google
- Alain Bergala: The Cinema Hypothesis. Teaching Cinema in the Classroom and Beyond.[2] FilmmuseumSynemaPublikationen Vol. 28, Vídeň 2016, ISBN 978-3-901644-67-2